# Kauffenheim
Kauffenheim település Franciaországban, Bas-Rhin megyében. Lakosainak száma 219 fő (2022. január 1.). Kauffenheim Leutenheim, Forstfeld és Roppenheim községekkel határos.

## Népesség
A település népességének változása:
| Lakosok száma | 211  | 210  | 215  | 215  | 212  | 212  | 212  | 215  | 219  |
|               | 2013 | 2015 | 2016 | 2017 | 2018 | 2019 | 2020 | 2021 | 2022 |